# Монастырь Моро-Дзоро
Монастырь Моро-Дзоро (арм. Մորո Ձորո վանք) или Црвизи (арм. Ծռվիզի) — бывший монастырь в селе Лусаовит, Тавушского марза Армении. Был построен в VI веке, сегодня от него сохранилась лишь часовня.

## История
Построен в V веке, восстановлен в VII веке. Форма алтарей снаружи полукруглая, за исключением южного прямоугольного алтаря. В XII—XIII веках была одним из духовных центров исторической провинции Махканаберда. Внутри церкви много надписей, которые проливают свет на многие исторические события средневековья.
Так, например, надпись на северном алтаре говорит, что в 1177-78 гг. князь Махканаберда Курд Арцруни освободил церковь от налогов, и это решение было одобрено его патроном царем Грузии Георгием III, отцом царицы Тамары. Согласно другой надписи, в 1197 году князь Иване Закарян и его сестра Нана отреставрировали купол и кровлю церкви.
Еще одна реставрация была в 1213 году братьями Иване и Закаре Закарянами. После монгольского нашествия церковь потеряла своё величие и стала обычной приходской сельской церковью. Последний ремонт произведен в 1980 году.
|                                        |  |        |  |       |
| Хачкар, стоящий перед входом в церковь |  | Алтарь |  | Купол |